# Luke Letcher
Luke Letcher (* 11. Juni 1994) ist ein australischer Ruderer. Er gewann 2021 die olympische Bronzemedaille im Doppelvierer.

## Sportliche Karriere
Der 2,04 m große Luke Letcher war schon im Jugend und Juniorenbereich bei internationalen Meisterschaften dabei. 2016 gewann er den Titel im Doppelvierer bei den U23-Weltmeisterschaften. 2017 trat er erstmals bei Weltmeisterschaften in der Erwachsenenklasse an und belegte zusammen mit David Watts den 17. Platz im Doppelzweier bei den Weltmeisterschaften in Sarasota. Im Jahr darauf wurde er 19. im Einer bei den Weltmeisterschaften in Plowdiw. 2019 trat er im Ruder-Weltcup im Doppelzweier und im Achter an, bei den Weltmeisterschaften war er nicht am Start.
Nach der Zwangspause wegen der COVID-19-Pandemie trat der australische Doppelvierer bei den Olympischen Spielen in Tokio mit Jack Cleary, Caleb Antill, Cameron Girdlestone und Luke Letcher an. Das Boot belegte im Finale den dritten Platz mit 0,22 Sekunden Rückstand auf die Briten und 0,30 Sekunden Vorsprung auf die Polen.